# Автошлях Т 1002
Автошлях Т 1002 — автомобільний шлях територіального значення в Київській області. Проходить територією Бучанського та Вишгородського районів. Загальна довжина — 16,9 км.